# Mikkel Haarup
Mikkel Haarup (Silkeborg, 15 september 2001) is een Deens motorcrosser.

## Carrière
Haarup begon op driejarige leeftijd met motorcrossen en reed bij zijn lokale club. Zijn talent werd al snel opgemerkt toen hij rijders op zwaardere motoren versloeg. Om een professionele carrière na te streven, verhuisden hij en zijn familie later naar België.
Op een 85cc-motorfiets wist Haarup in 2014 als vierde te eindigen in het Europees Kampioenschap. Later dat jaar behaalde hij de bronzen medaille op het FIM Junior Wereldkampioenschap, waar hij de tweede race won. Daarnaast won hij dat seizoen de Junior Cup in de 85cc-klasse van de ADAC MX Masters. Na deze prestaties in 2014 werd Haarup door KTM gecontracteerd als fabrieksrijder. Op het Europees Kampioenschap van 2015 kwalificeerde Haarup zich op poleposition voor de EMX85-klasse, maar doordat hij de eerste race niet finishte en in de tweede race als derde eindigde, eindigde hij als tiende in het algemeen klassement.
Voor het seizoen 2016 maakte Haarup de overstap naar de EMX125-klasse met een Husqvarna met fabrieksondersteuning. Haarup had een zeer competitief seizoen in de EMX125-klasse 2016. Na een vierde plaats in de tweede race in de tweede ronde, behaalde hij een reeks top zes-resultaten in de Spaanse, Franse en Britse GP's. In de Italiaanse GP eindigde hij als derde in de tweede race en in de daaropvolgende ronde in België behaalde hij zijn eerste podiumplaats in het algemeen klassement met een derde plaats. De zevende plaats in het eindklassement en de derde plaats in de Dutch Masters of Motocross 125-klasse toonden Haarups beloftevolle carrière.
Haarup zette zijn contract met Husqvarna voort in 2017 en begon het Europees Kampioenschap 2017 met een ruime overwinning van beide races in de openingsronde van de EMX125-klasse. Hij herhaalde deze prestatie in de vierde GP in Italië en de zesde GP in België, en won ook individuele races in Portugal en Zweden. Deze prestaties leverden hem een tweede plaats op in het eindklassement, hoewel hij meer races had gewonnen dan de eindwinnaar. Haarup was vanzelfsprekend een van de favorieten voor de titel bij het FIM Junior Wereldkampioenschap. Hij behaalde opnieuw de zilveren medaille na een tweede en derde plaats in de races. Naast zijn internationale prestaties won Haarup in 2017 de 125cc-klasse van de Dutch Master of Motocross.
Voor het Europees Kampioenschap van 2018 stapte Haarup over naar de EMX250-klasse. Hij miste vier rondes van de serie, maar behaalde wel twee individuele overwinningen in Letland en Groot-Brittannië. Zijn overwinning in Letland droeg bij aan een tweede plaats in het algemeen klassement van dat evenement. Sterke prestaties in het voorseizoen, zoals tijdens de Hawkstone International, zorgden ervoor dat Husqvarna Haarup promoveerde naar de MX2-klasse van het FIM Wereldkampioenschap motorcross 2019, nadat het aanvankelijk de bedoeling was om in de EMX250-klasse te blijven. Dit bleek een lastige overgang voor Haarup, die veel ronden miste en slechts tien punten scoorde. Voor het einde van het jaar keerde Haarup terug naar de EMX250-klasse voor de laatste twee wedstrijden, waar hij als derde eindigde in het algemeen klassement in België en de eerste race in Zweden won.
Het seizoen 2020 betekende het einde van Haarups tijd bij Husqvarna, toen hij werd opgepikt door het Nederlandse F&H Kawasaki-team voor de MX2-klasse van het FIM Wereldkampioenschap Motocross. Haarup maakte een competitieve start van het seizoen en eindigde als derde in het algemeen klassement in de openingsronde. Na verschillende andere toptienplaatsen te hebben behaald, brak Haarup zijn duim en miste hij de laatste acht ronden van het kampioenschap. In zijn tweede seizoen bij het F&H-team nam Haarup deel aan elke ronde van de MX2-klasse van het FIM Wereldkampioenschap Motocross 2021. Hij scoorde consistent in alle races behalve twee, maar miste het podium. Hij maakte ook zijn debuut bij de Motorcross der Naties 2021, waar hij deel uitmaakte van het Deense team dat als tiende eindigde.
Haarup bleef bij Kawasaki, maar wisselde van team voor het FIM Wereldkampioenschap Motocross 2022 naar het Britse Big Van World MTX Kawasaki-team. Door deze verandering zette Haarup een stap voorwaarts en behaalde hij vier podiumplaatsen, waarvan drie op rij in de derde tot en met vijfde ronde. Zijn uiteindelijke zevende plaats in het kampioenschap was zijn beste seizoen tot nu toe op wereldkampioenschapsniveau. Haarup begon het FIM Wereldkampioenschap Motocross 2023 bij hetzelfde team, maar vertrok na de eerste ronde in Argentinië. Na zijn vertrek tekende Haarup voor het Duitse WZ Racing Team om op een KTM te rijden. Hij toonde soms goede snelheid op de motor, maar liep tijdens de eerste Indonesische GP een blessure op en miste de rest van het kampioenschap. In de daaropvolgende winter werd aangekondigd dat Haarup had getekend voor het langverwachte Monster Energy Triumph Racing-team voor zijn laatste jaar in de MX2-klasse.
Haarup debuteerde op de nieuwe Triumph-machine tijdens de openingsronde van het Spaanse Kampioenschap, waar hij de kwalificatierace op zaterdag won voordat hij in de hoofdraces als tweede eindigde in het algemeen klassement. Zijn goede vorm werd meegenomen naar de openingsronde van het FIM Motocross Wereldkampioenschap van 2024, waar hij als derde eindigde in het algemeen klassement en een podiumplaats veiligstelde bij het Grand Prix-debuut voor Triumph. Haarup had gedurende de rest van het seizoen nog vijf top-drie-finishes en een tweede plaats in het algemeen klassement bij de tweede Indonesische GP. Dit droeg bij aan zijn vijfde plaats in het algemeen klassement van de MX2-klasse. Hierna maakte hij zijn tweede verschijning voor zijn land op de Motorcross der Naties 2024, waar zijn resultaten in grote mate bijdroegen aan de elfde plaats van het Deense team in het evenement.
In april 2025 werd bekend gemaakt dat Haarup voor Triumph zal uitkomen tijdens het AMA Motocross Kampioenschap in de Verenigde Staten.

## Palmares
- 2014:  FIM Motocross Junior World Championship 85cc
- 2017:  EMX125
- 2017:  FIM Motocross Junior World Championship 125cc